# Stazione di Mori (Hokkaidō)

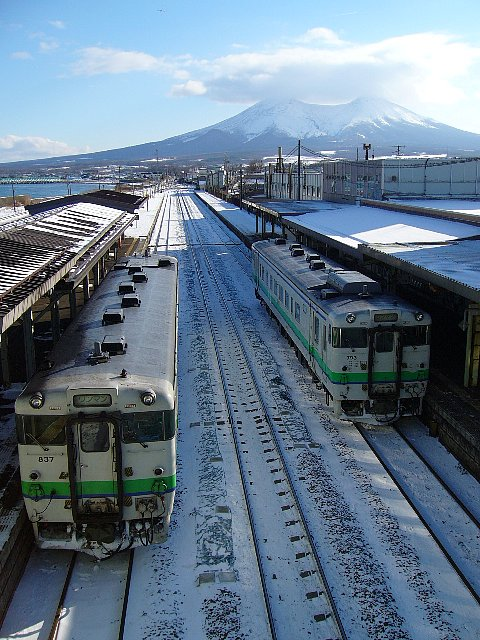
Vista dei binari della stazione col monte Komagatake sullo sfondo

La stazione di Mori (森駅?, Mori-eki) è una stazione situata nella cittadina di Mori, in Hokkaidō, Giappone, servita dalla linea principale Hakodate della JR Hokkaido.

## Strutture e impianti
La stazione è dotata di un marciapiede laterale e uno a isola con tre binari. Fra il numero 2 e il 3 è presente una linea in corretto tracciato per i treni che non fermano a Mori.
I binari sono così utilizzati:
| 1 | ■ Linea principale Hakodate | per Yakumo, Oshamanbe, Higashi-Muroran e Sapporo |
| 2 | ■ Linea principale Hakodate | binario di servizio                              |
| 3 | ■ Linea principale Hakodate | per Ōnuma, Hakodate e Ueno                       |

## Movimento
Presso questa stazione fermano, oltre ai treni locali, quasi tutti i treni a lunga percorrenza, come i notturni Hokutosei, Cassiopeia e gli espressi limitati per Sapporo Super Hokuto e Hokuto (ad eccezione dei numeri 5, 10 e 15).
| «                         | Servizio                  | »                         |
| Linea principale Hakodate | Linea principale Hakodate | Linea principale Hakodate |
| ------------------------- | ------------------------- | ------------------------- |
| Himekawa                  | Locale                    | Katsuragawa               |
| Ōnuma-Kōen                | Rapido Iris               | Otoshibe                  |
| Variante di Sawara        |                           |                           |
| Higashi-Mori              | Locale                    | Capolinea                 |

## Servizi
La stazione è dotata di una biglietteria presenziata e di una automatica, una piccola sala d'attesa e un chiosco ristoro.
- Biglietteria a sportello
- Biglietteria automatica
- Sala d'attesa
- Bar

## Interscambi
- Fermata autobus